# Marwanizii
Marwanizii au fost o familie kurdâ ale cărei origini sunt localizate în zona de sud est a Anatoliei (Nordul Kurdistanului). Această familie a produs mulți conducători și războinici ce au devenit faimoși pentru curajul și calitățile excepționale de conducători. După cel de-al doilea război civil sau fitna (683-692), Marwanizii omeiazi ajung la conducere. Primul calif marwanid, 'Abd al Malik ibn Marwan, conduce din anul 692 până în anul 705.

## Scurt istoric al marwanizilor
Cea de-a doua fitna a adus califatul Omeiad aproape de declind. Cu toate acestea, conducerea omeiadă avea să fie reconstituită, dar procesul de reconstruire a fost încet și dificil. Marwan ibn al-Hakam, un membru în vârstă foarte respectat al casei omeiade s-a stabilit în Siria, învingându-l Dahhak ibn Qays al-Fihri, iar apoi s-a mutat la Damasc.
Marwan ibn al-Hakam a murit la scurt timp după aceste reușite, și a fost succedat de fiul său Abd al Malik ibn Marwan. Acesta a reușit ca după opt ani de campanii militare și lupte să îi învingă pe rivalii sirieni, învingându-i pe 'Amr ibn Sa'id și punând capăt califatului lui Ibn Zubayr.
Chiar înainte ca Abd al Malik ibn Marwan să moară, succesiunea califatului a născut tensiuni și dispute în casa marwanidă. Când el a murit în anul 705, califatul i-a revenit fiului său Al-Walīd (705-715). Perioada în care a condus Al-Walīd este una de calmitate și prosperitate. El a continuat politica de autoritate religioasă marwanidă pe care a dus-o și tatăl său și a ridicat sau renovat moschei în Medina, Ierusalim și Damasc, continuând munca tatălui său. În același timp el a continuat și extinderea limitelor califatului cucerind multe teritorii, dintre care cele mai active fiind acelea din Nordul Africii și Asia Centrală.
Următorul calif a fost fratele lui Al-Walīd, Sulayman ibn 'Abd al-Malik (715-717). În timpul domniei lui au apărut primele semne a ceea ce mai târziu aveau să devină facțiuni politice în toată regula între trupele siriene. Pentru a combate acest fenomen, el a încercat să curețe trupele, delegând noi oameni pe pozițiile din provincie din tot imperiul și menținând constant armatele în campanii.
Succesorul lui Sulayman ibn 'Abd al-Malik a fost verișorul acestuia, Umar ibn 'Abd al-'Aziz (717-720). El era văzut ca o persoană extrem de pioasă care a încercat să oprească excesele fiscale și militare ale predecesorilor săi. Aceste reforme, însă s-au oprit odată cu domnia lui, el neexprimând alte ambiții sub domnia sa.
Califatul a fost apoi condus de Yazid ibn 'Abd al-Malik (720-724), dar acesta a fost convins să cedeze curând conducerea în favoarea fratelui său Hisham ibn 'Abd al-Malik (724-743). Hisham a extins permanent puterea califatului. El a fost și ultimul dintre fii lui 'Abd al-Malik, așa încât după moartea sa în 743, nepotul lui a preluat conducerea, Walid ibn Yazid. Domnia acestuia a fost terenul unui nou război civil care a folosit drept pretext comportamentul nepios al lui Walid ibn Yazid, astfel sfârșindu-se linia dinastică a marwanizilor în califatul Omeiad.

## Extinderea teritorială a califatului Omeiad sub influența marwanizilor
- Extinderea teritorială săvârșită sub domnia lui 'Abd al-Malik: Egiptul a fost cucerit în totalitate, în timp ce Magrebul și regiunea Nord-Africană încă erau considerate zone active din punct de vedere militar.
- Extinderea teritorială săvârșită sub domnia lui Al-Walīd: Cirenaica era în mare parte sub control și atașată Egiptului, iar până în 710 Africa de Nord a fost cucerită cu totul, apoi a urmat cucerirea domeniilor din Peninsula Iberică, după care trupele au început să se miște către Pirinei și au construit fortărețe (efemere totuși) pe teritoriile Franței. în 711 Armenia a fost integrată în califat.
- Extinderea teritorială săvârșită sub domnia lui Hisham ibn 'Abd al-Malik: raiduri intense în interiorul Anatoliei, atacuri asupra Ciprului și intrarea în Niceea.[1]

## Politica administrativă a marwanizilor
Marwanizii au transformat califatul într-un imperiu centralizat aproape în întregime. Imperiul în plină expansiune a fost împărțit în provincii ce erau și ele împărțite mai apoi pe sectoare, fiecare nivel administrativ având un oficial responsabil. La cel mai înalt nivel erau guvernatorii de provincie, iar responsabilitățile erau cel mai adesea împărțite între un oficial militar și un oficial administrativ (sau fiscal), care erau numiți de calif. Fiecare guvernator avea propriul judecător, corp de protecție militară și consilieri.
Cu excepția zonelor din inima califatului, ce erau dominate de familia conducătoare, exista o periferie de provincii unde autoritatea marwanizilor nu era la fel de resimțită, ceea ce le dădea uneori mai multă putere decât li se cuvenea oficialilor locului sau lăsa teritoriile drept victimă ușoară revoltelor populațiilor native.

## Economia califatului Omeyad pe timpul conducerii marwanizilor
Economia califatului Omeiad condus de dinastia marwanidă se baza pe doi factori importanți: extinderea teritorială și centralizarea administrativă. Monezile de cupru au fost bătute și folosite pe tot parcursul existenței califatului Omeiad.
Sub conducerea familiei marwanide, s-a început agricultura în zone care nu mai fuseseră cultivate până atunci, mărind producția agricolă a imperiului. Pe lângă agricultură, avem și o industrie a porduselor procesate, precum uleiul, vinul, sticla și ceramica.
Toată această activitate comercială a dus și la construcții numeroase pentru noile activități comerciale precum și pentru susținerea activității agricole crescândă ce au dus la înmulțirea canalelor, cisternelor, barajelor și sistemelor de irigare.
Putem spune că simbolice perioadei de dominație ale familiei marwanide în califatul Omeyad au fost urbanismul și extinderea economică cât și monoteismul și centralizarea imperiului.